# Нелсон (округ, Кентуккі)
Шаблон:StateAbbr_ 37°48′ пн. ш. 85°28′ зх. д. / 37.8° пн. ш. 85.47° зх. д.
Округ  Нелсон (англ. Nelson County) — округ (графство) у штаті  Кентуккі, США. Ідентифікатор округу 21179.

## Історія
Округ утворений 1784 року.

## Демографія
За даними перепису 
2000 року 
загальне населення округу становило 37477 осіб, зокрема міського населення було 13794, а сільського — 23683.
Серед мешканців округу чоловіків було 18423, а жінок — 19054. В окрузі було 13953 домогосподарства, 10267 родин, які мешкали в 14934 будинках.
Середній розмір родини становив 3,08.
Віковий розподіл населення поданий у таблиці:
| Стать    | До 15 років | 15-21 | 22-29 | 30-39 | 40-49 | 50-65 | 65-85 | Понад 85 |
| -------- | ----------- | ----- | ----- | ----- | ----- | ----- | ----- | -------- |
| Чоловіки | 4359        | 1909  | 1866  | 2938  | 2985  | 2761  | 1485  | 120      |
| Жінки    | 4287        | 1736  | 1859  | 3040  | 2928  | 2826  | 2072  | 306      |

## Суміжні округи
- Спенсер — північ
- Андерсон — північний схід
- Вашингтон — схід
- Меріон — південний схід
- Леру — південь
- Гардін — захід
- Буллітт — північний захід

## Виноски
1. ↑  U.S. Decennial Census. United States Census Bureau. Процитовано 19 серпня 2014.
2. ↑  Historical Census Browser. University of Virginia Library. Архів оригіналу за 26 грудня 2013. Процитовано 19 серпня 2014.
3. ↑  Population of Counties by Decennial Census: 1900 to 1990. United States Census Bureau. Процитовано 19 серпня 2014.
4. ↑  Census 2000 PHC-T-4. Ranking Tables for Counties: 1990 and 2000 (PDF). United States Census Bureau. Процитовано 19 серпня 2014.
5. ↑  State & County QuickFacts. United States Census Bureau. Архів оригіналу за 7 червня 2011. Процитовано 6 березня 2014.(англ.) Наведено за англійською вікіпедією.
6. ↑  American FactFinder. Бюро перепису населення США. Архів оригіналу за 26 лютого 2012. Процитовано 31 січня 2008.

| США | Це незавершена стаття з географії США. Ви можете допомогти проєкту, виправивши або дописавши її. |